# پرستو فروهر
پرستو فروهر (زاده ۱۳ فروردین ۱۳۴۱ در تهران) نویسنده، هنرمند، فعال حقوق بشر و فرزند داریوش فروهر و پروانه اسکندری است. او در شهر فرانکفورت آلمان زندگی می‌کند و آثار هنری او در بسیاری از کشورهای دنیا نظیر ایران، آلمان، آمریکا، ترکیه، روسیه و انگلستان نمایش داده شده‌است. پس از به قتل رسیدن پدر و مادرش، داریوش و پروانه فروهر، او و برادرش آرش مجبور به مهاجرت از ایران شدند. آثار پرستو فروهر عموماً بازتاب نقادانه‌ای است از بستر سیاسی ایران و همچنین به پیچیدگی‌های سنت و فرهنگ و آثار این پیچیدگی‌ها بر هویت فردی می‌پردازد.

## زندگی و تحصیلات
پرستو فروهر فرزند پروانه و داریوش فروهر، دو نویسنده و فعال سیاسی٬در ۱۳ فروردین سال ۱۳۴۱ در تهران، ایران متولد شد. پدرش از فعالان جدی سیاسی و منتقد جریان سیاسی حاکم در ایران بود که از جمله فعالیت‌های او تأسیس «حزب ملت ایران» به عنوان جبهه مخالف سیاسی در ایران بود. پس از کشته شدن پدر و مادرش در پاییز ۱۳۷۷، او به همراه برادرش به آلمان مهاجرت کرد و در آنجا به فعالیت‌های هنری خودش ادامه داد. این تبعید سیاسی پس از آن صورت گرفت که او از طرف جریان سیاسی حاکم در ایران متهم به تهدید امنیت ملی شد.
او در فاصله سال‌های ۱۳۶۳ تا ۱۳۶۹ مشغول به تحصیل در رشته هنر بود و مدرک کارشناسی خود را در این رشته از دانشگاه تهران دریافت کرد. او همچنین کارشناسی ارشد خود در رشته هنر را در سال ۱۳۷۲ از دانشگاه هنر اوفن‌باخ در آلمان دریافت کرد.

### قتل والدین
وی در یادداشتی در آبان ۹۶ به مناسبت نوزدهمین سالگرد قتل‌های سیاسی پاییز ۷۷، اعلام کرد سه روز پس از سالگرد قتل پدر و مادرش، داریوش و پروانه فروهر، او باید در دادگاه حاضر شود. او عنوان کرد که با شکایت وزارت اطلاعات، دادگاه اولیه او را به «تبلیغ علیه نظام» و «توهین به مقدسات» متهم کرده و اکنون پرونده به شعبه ۲۸ دادگاه انقلاب ارجاع شده‌است. وی در این یادداشت گفت که در سفرش به تهران دو شکایت خود را پیگیری خواهد کرد: شکایت به کمیسیون اصل نود دربارهٔ موانع هرساله بر سر برگزاری سالگردها، و پیگیری قضایی دستبرد و تخریب خانه پدر و مادر.

## دیدگاه

### پیمان دادخواهی
اسفند ۱۴۰۱، پرستو فروهر و ۸۲ تن دیگر از کنشگران عرصه دادخواهی، با امضای «پیمان دادخواهی» در راستای ساخت مبنایی برای «همبستگی» در پیشبرد «جنبش زن، زندگی، آزادی»، بر اصولی مانند نفی خشونت و برقراری عدالت و حقیقت، عهد بستند. این گروه، امضا کرده‌اند که برای فردای ایران به اصولی پایبندند که بخشی از تمامی کنوانسیون‌ها و میثاق‌های جهانی ناظر بر رعایت حقوق‌بشر است.
نرگس محمدی، حامد اسماعیلیون، آتش شاه‌کرمی، اکرم نقابی، شهناز اکملی، شیرین عبادی، مهرانگیز کار، شکوفه یداللهی، کیوان صمیمی، نسرین ستوده، ایرج مصداقی، رضا معینی و عفت ماهباز از دیگر امضاکنندگان این پیمان‌نامه هستند.

## آثار هنری
کارهای پرستو فروهر عموماً مربوط به تجربه‌های شخصی او در ارتباط با هویت فردی و واکنش او به تغییرات و استحاله فرهنگ معاصر ایرانی در بستر سیاسی است. برخی از نمایشگاه‌های انفرادی او عبارتند از: مرکز فرهنگی Stavanger در نروژ، گالری گلستان در تهران، موزه هامبورگر بانهوف در برلین، موزه شهر کرایلزهایم در آلمان و کلیسای جامع در برلین، برخی از نمایشگاه‌های گروهی او عبارتند از: موزه هنرهای مدرن فرانکفورت، Schim Kunsthalle در فرانکفورت، Neue Galerie am Landesmuseum در اتریش، خانه فرهنگ‌های بین‌الملل در برلین، Deutsches Hygiene-Museum در درزدن، آلمان، موزه یهودی در ملبورن، استرالیا و موزه یهودی در سانفرانسیسکو.
در سال ۱۳۸۰ وزارت فرهنگ و ارشاد اسلامی در ایران، مانع از برگزاری نمایشگاه عکس او با عنوان «نقطه کور»، که تصاویری بود از فیگورهای بدون صورت که دارای پوشش اسلامی چادر بودند، شد. در واکنش به این ممانعت٬در روز افتتاحیه، فروهر تصمیم گرفت تا قاب‌هایی خالی از عکسهایش را نمایش دهد.

### کتاب‌ها
- سرزمینی که پدر و مادرم در آن به قتل رسیدند: پرستو فروهر در سال ۲۰۱۱ کتابش به نام «سرزمینی که پدر و مادرم در آن به قتل رسیدند» را به زبان آلمانی منتشر کرد. این کتاب به ماجرای قتل داریوش فروهر و پروانه فروهر، می‌پردازد که یکی از رشته جنایاتی بود که به قتل‌های زنجیره‌ای شناخته شدند.
- شاید یک روز: پس از مرگ پروانه فروهر، پرستو فروهر همچنین اقدام به گردآوری مجموعه‌ای از شعرهای برگزیده پروانه فروهر نمود و در قالب کتابی با نام «شاید یک روز» در سال ۱۳۷۹ به چاپ رساند.[۹][۱۰][۱۱]
- بخوان به نام ایران: کتاب «بخوان به نام ایران» روایت پرستو فروهر از زندگی سیاسی پدر و مادرش است.[۱۲][۱۳][۱۴]

### نقاشی
پرستو فروهر تاکنون چند نمایشگاه نقاشی و طراحی و چیدمان با موضوع حقوق بشر و حقوق زنان در جشنواره برلین، موزه زنان در شهر بن، فرانکفورت، استانبول، ملبورن، بمبئی، رم، گراتس، موزه بروکلین در نیویورک و چند شهر دیگر اروپایی و آمریکایی برپا کرده‌است.

## جایزه سوفی فون لاروش
جایزه دوسالانه «سوفی فون لاروش برای برابری جنسیتی» از سوی شهرداری اوفن‌باخ آلمان به پرستو فروهر، اهدا شد.
ماریانه هرمن، نماینده هیئت داوران جایزه برابری جنسیتی دربارهٔ پرستو فروهر گفت: «ما افتخار می‌کنیم که در شهر ما چنین زنان قدرتمند مهاجری هستند که الگوی زندگی اجتماعی و هنری این شهر را تحت تأثیر قرار می‌دهند.»
سوفی فون لاروش از مهم‌ترین زنان نویسنده آلمانی در قرن ۱۸ میلادی بوده‌است و جایزه‌ای که به نام او نامگذاری شده، از سال ۲۰۰۸ هر دو سال یک بار اهدا می‌شود. این جایزه در ۹ مارس ۲۰۱۲، طی مراسمی در خانه تاریخ شهر اوفن‌باخ آلمان به پرستو فروهر اهدا شد.